# Turnês de Anavitória

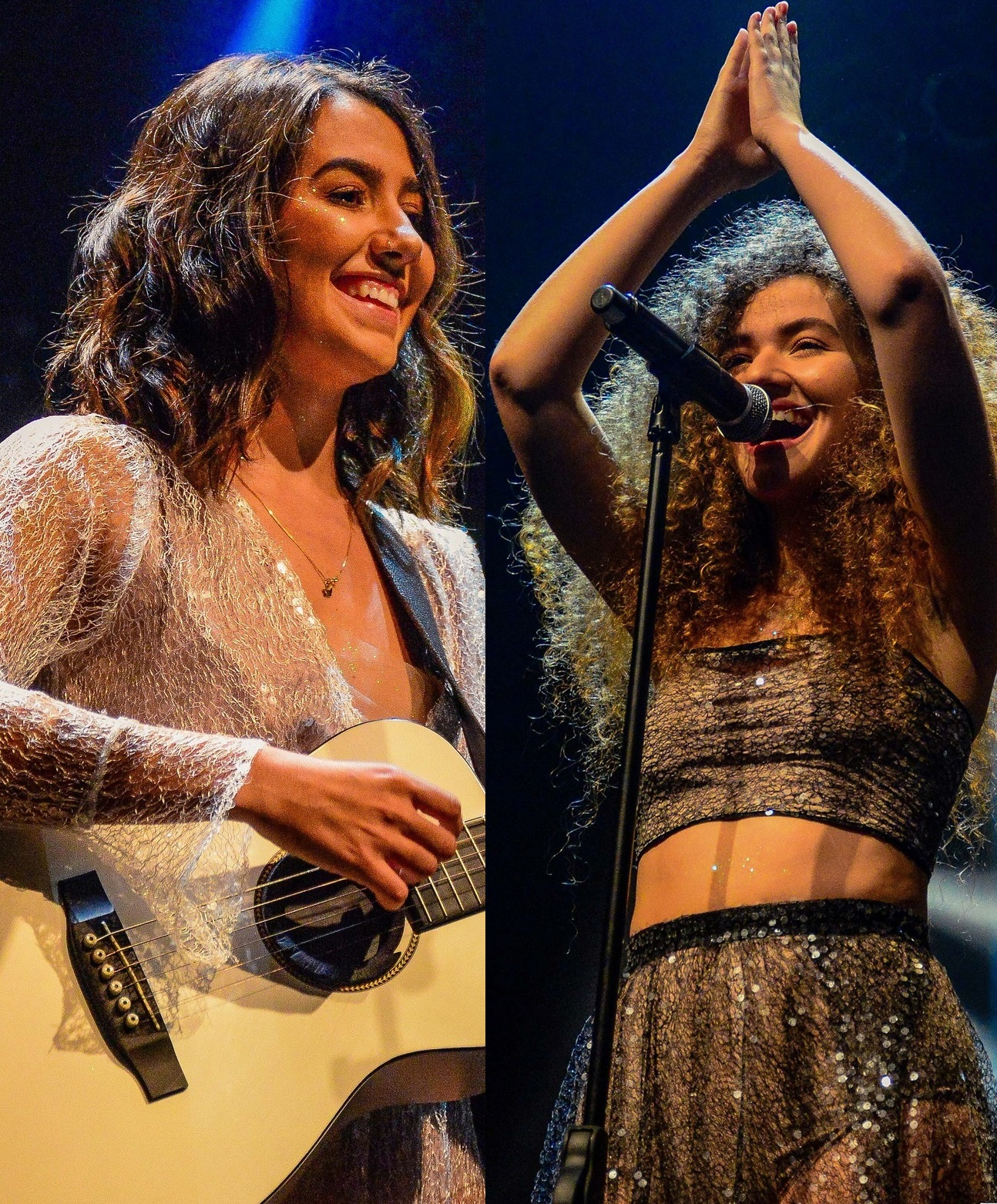
Anavitória durante a turnê homônima em 2017.

O duo feminino brasileiro Anavitória realizou sua turnê de estreia com o nome de Turnê Anavitória em 2016, que leva o nome do primeiro álbum do duo, seguindo com as digressões O Tempo É Agora (2018–20) e Turnê Cor (2022-23). O duo tem quatro turnês promocionais, a primeira intitulada Turnê Juntos (2018), em parceria com o cantor Nando Reis, a Turnê dos Namorados (2019; 22–24), a Turnê Voz, Violão e o Que Der na Telha (2023) e a EuroTour e US Tour (2023).

## Oficiais

### Turnê Anavitória
No dia 2 de setembro de 2016 o duo deu início a turnê de divulgação do disco Anavitória com apresentação no Teatro Jorge Amado em Salvador. O repertório do show inclui canções do EP e do disco, entrando também as inéditas "Amor 2 em 1" e "Barquinho de Papel", canção musicada por Ana Clara Caetano do poema de Lucas Veiga.
No show realizado em 30 de outubro de 2016 em São Paulo no Cine Joia o duo gravou o primeiro Vevo Presents nacional, foram registradas quatro canções e lançadas na plataforma no dia 9 de dezembro de 2016.
Além do Brasil, a turnê ainda passou por Portugal.
A turnê foi finalizada em 25 de agosto de 2018 em Vitória da Conquista, na Bahia.
Repertório
1. "Coração Carnaval"
2. "Dengo"
3. "Chamego Meu"
4. "Trevo (Tu)"
5. "Cor de Marte"
6. "Singular"
7. "Tocando em Frente"
8. "Amor 2 em 1"
9. "Barquinho de Papel"
10. "Tua"
11. "Talvez a Deus"
12. "Cores"
13. "Nós"

Encore
1. "Agora Eu Quero Ir"

1. "Coração Carnaval"
2. "Dengo"
3. "Chamego Meu"
4. "Trevo (Tu)"
5. "Cor de Marte"
6. "Singular"
7. "Tocando em Frente"
8. "Amor 2 em 1"
9. "Barquinho de Papel"
10. "Fica"
11. "Tua"
12. "Mistério" (adicionado a partir de 12 de outubro)
13. "Talvez a Deus"
14. "Cores"
15. "Nós"
16. "Agora Eu Quero Ir"

Encore
1. "Dê um Rolê"

1. "Coração Carnaval"
2. "Dengo"
3. "Chamego Meu"
4. "Trevo (Tu)"
5. "Cor de Marte"
6. "Singular"
7. "Tocando em Frente"
8. "Barquinho de Papel"
9. "Clareiamô"
10. "Fica"
11. "Tua"
12. "Talvez a Deus"
13. "Cores"
14. "Nós"
15. "Agora Eu Quero Ir"

Encore
1. "Dê um Rolê"

Datas
| Datas                   | Datas                 | Datas               | Datas    | Datas                                          |
| Data                    | Cidade                | Estado              | País     | Local                                          |
| ----------------------- | --------------------- | ------------------- | -------- | ---------------------------------------------- |
| 1ª Fase                 |                       |                     |          |                                                |
| 2 de setembro de 2016   | Salvador              | Bahia               | Brasil   | Teatro Jorge Amado                             |
| 3 de setembro de 2016   | Brasília              | Distrito Federal    | Brasil   | Teatro Eva Herz                                |
| 9 de setembro de 2016   | Uberlândia            | Minas Gerais        | Brasil   | Teatro Municipal                               |
| 10 de setembro de 2016  | São Paulo             | São Paulo           | Brasil   | Teatro Eva Herz                                |
| 16 de setembro de 2016  | Fortaleza             | Ceará               | Brasil   | Auditório Eva Herz                             |
| 17 de setembro de 2016  | Recife                | Pernambuco          | Brasil   | Teatro Eva Herz                                |
| 23 de setembro de 2016  | Porto Alegre          | Rio Grande do Sul   | Brasil   | Auditório da Livraria Cultura                  |
| 24 de setembro de 2016  | Curitiba              | Paraná              | Brasil   | Teatro Eva Herz                                |
| 25 de setembro de 2016  | Santo André           | São Paulo           | Brasil   | Teatro Municipal de Santo André                |
| 30 de setembro de 2016  | Rio de Janeiro        | Rio de Janeiro      | Brasil   | Solar Botafogo                                 |
| 1 de outubro de 2016    | Rio de Janeiro        | Rio de Janeiro      | Brasil   | Solar Botafogo                                 |
| 2 de outubro de 2016    | Rio de Janeiro        | Rio de Janeiro      | Brasil   | Solar Botafogo                                 |
| 15 de outubro de 2016   | Araguaína             | Tocantins           | Brasil   | Colégio Santa Cruz                             |
| 21 de outubro de 2016   | Manaus                | Amazonas            | Brasil   | Teatro Manauara                                |
| 22 de outubro de 2016   | Belém                 | Pará                | Brasil   | Teatro Estação Gasômetro                       |
| 29 de outubro de 2016   | Belo Horizonte        | Minas Gerais        | Brasil   | Teatro Bradesco                                |
| 30 de outubro de 2016   | São Paulo             | São Paulo           | Brasil   | Cine Joia                                      |
| 1 de novembro de 2016   | Rio de Janeiro        | Rio de Janeiro      | Brasil   | Circo Voador                                   |
| 5 de novembro de 2016   | São Bernardo do Campo | São Paulo           | Brasil   | Teatro Lauro Gomes                             |
| 6 de novembro de 2016   | Americana             | São Paulo           | Brasil   | Teatro Municipal de Americana Lulu Benencase   |
| 11 de novembro de 2016  | Goiânia               | Goiás               | Brasil   | Teatro Goiânia                                 |
| 12 de novembro de 2016  | Brasília              | Distrito Federal    | Brasil   | C. C. Ulysses Guimarães                        |
| 19 de novembro de 2016  | Vila Velha            | Espírito Santo      | Brasil   | Shopping Vila Velha                            |
| 24 de novembro de 2016  | Barueri               | São Paulo           | Brasil   | Teatro Municipal de Barueri                    |
| 2 de dezembro de 2016   | Porto Alegre          | Rio Grande do Sul   | Brasil   | Bar Opinião                                    |
| 4 de dezembro de 2016   | Curitiba              | Paraná              | Brasil   | Ópera de Arame                                 |
| 9 de dezembro de 2016   | Campinas              | São Paulo           | Brasil   | Teatro Iguatemi Campinas                       |
| 2ª Fase                 |                       |                     |          |                                                |
| 24 de janeiro de 2017   | São Paulo             | São Paulo           | Brasil   | Tom Brasil                                     |
| 28 de janeiro de 2017   | Belo Horizonte        | Minas Gerais        | Brasil   | Esplanada do Mineirão                          |
| 2 de fevereiro de 2017  | Rio de Janeiro        | Rio de Janeiro      | Brasil   | Varanda do Vivo Rio                            |
| 10 de fevereiro de 2017 | Belém                 | Pará                | Brasil   | Armazém 500                                    |
| 11 de fevereiro de 2017 | Macapá                | Amapá               | Brasil   | Green Music Hall                               |
| 11 de março de 2017     | São Paulo             | São Paulo           | Brasil   | Tom Brasil                                     |
| 12 de março de 2017     | Jundiaí               | São Paulo           | Brasil   | Teatro Polytheama                              |
| 17 de março de 2017     | Ribeirão Preto        | São Paulo           | Brasil   | Theatro Pedro II                               |
| 18 de março de 2017     | Sorocaba              | São Paulo           | Brasil   | Teatro Teotônio Vilela                         |
| 19 de março de 2017     | Santos                | São Paulo           | Brasil   | Teatro Coliseu                                 |
| 25 de março de 2017     | Caruaru               | Pernambuco          | Brasil   | Centro de Convenções Senac                     |
| 26 de março de 2017     | Recife                | Pernambuco          | Brasil   | Teatro dos Guararapes                          |
| 31 de março de 2017     | Campinas              | São Paulo           | Brasil   | Teatro Municipal José de Castro Mendes         |
| 1 de abril de 2017      | Maceió                | Alagoas             | Brasil   | Teatro Gustavo Leite                           |
| 2 de abril de 2017      | Aracaju               | Sergipe             | Brasil   | Teatro Atheneu                                 |
| 6 de abril de 2017      | Ouro Preto            | Minas Gerais        | Brasil   | Centro de Artes e Convenções da UFOP           |
| 7 de abril de 2017      | Belo Horizonte        | Minas Gerais        | Brasil   | Cine Theatro Brasil Vallourec                  |
| 8 de abril de 2017      | Ipatinga              | Minas Gerais        | Brasil   | Centro Cultural Usiminas                       |
| 9 de abril de 2017      | Viçosa                | Minas Gerais        | Brasil   | Espaço Fernando Sabino da UFV                  |
| 20 de abril de 2017     | São Caetano do Sul    | São Paulo           | Brasil   | Teatro Paulo Machado de Carvalho               |
| 18 de maio de 2017      | Teresina              | Piauí               | Brasil   | Teatro Quatro de Setembro                      |
| 19 de maio de 2017      | São Luís              | Maranhão            | Brasil   | Casa das Dunas                                 |
| 20 de maio de 2017      | Manaus                | Amazonas            | Brasil   | Plenária do Studio 5                           |
| 26 de maio de 2017      | Lajeado               | Rio Grande do Sul   | Brasil   | Teatro Univates                                |
| 27 de maio de 2017      | Gravataí              | Rio Grande do Sul   | Brasil   | Sesc Gravataí                                  |
| 28 de maio de 2017      | Novo Hamburgo         | Rio Grande do Sul   | Brasil   | Teatro Feevale                                 |
| 2 de junho de 2017      | Fortaleza             | Ceará               | Brasil   | Teatro RioMar Fortaleza                        |
| 4 de junho de 2017      | Natal                 | Rio Grande do Norte | Brasil   | Teatro Riachuelo                               |
| 9 de junho de 2017      | Goiânia               | Goiás               | Brasil   | Teatro Rio Vermelho                            |
| 10 de junho de 2017     | Salvador              | Bahia               | Brasil   | Teatro Castro Alves                            |
| 11 de junho de 2017     | Brasília              | Distrito Federal    | Brasil   | C. C. Ulysses Guimarães                        |
| 12 de junho de 2017     | Porto Alegre          | Rio Grande do Sul   | Brasil   | Auditório Araújo Vianna                        |
| 5 de agosto de 2017     | Pelotas               | Rio Grande do Sul   | Brasil   | Theatro Guarany                                |
| 6 de agosto de 2017     | Caxias do Sul         | Rio Grande do Sul   | Brasil   | UCS Teatro                                     |
| 11 de agosto de 2017    | Vila Velha            | Espírito Santo      | Brasil   | Shopping Vila Velha                            |
| 12 de agosto de 2017    | Rio de Janeiro        | Rio de Janeiro      | Brasil   | Circo Voador                                   |
| 18 de agosto de 2017    | Joinville             | Santa Catarina      | Brasil   | Teatro da Liga                                 |
| 20 de agosto de 2017    | Campos dos Goytacazes | Rio de Janeiro      | Brasil   | Multi Place Campos                             |
| 25 de agosto de 2017    | Campina Grande        | Paraíba             | Brasil   | Teatro Facisa                                  |
| 26 de agosto de 2017    | João Pessoa           | Paraíba             | Brasil   | Teatro Pedra do Reino                          |
| 1 de setembro de 2017   | Londrina              | Paraná              | Brasil   | Teatro Marista                                 |
| 1 de setembro de 2017   | Maringá               | Paraná              | Brasil   | Teatro Marista                                 |
| 3 de setembro de 2017   | Curitiba              | Paraná              | Brasil   | Teatro Positivo                                |
| 15 de outubro de 2017   | Belém                 | Pará                | Brasil   | Assembléia Paraense                            |
| 20 de outubro de 2017   | São Paulo             | São Paulo           | Brasil   | Espaço das Américas                            |
| 22 de outubro de 2017   | Cuiabá                | Mato Grosso         | Brasil   | Musiva                                         |
| 29 de outubro de 2017   | Lisboa                | Distrito de Lisboa  | Portugal | Colombo                                        |
| 14 de novembro de 2017  | Araguaína             | Tocantins           | Brasil   | Via Lago                                       |
| 1 de dezembro de 2017   | Porto Alegre          | Rio Grande do Sul   | Brasil   | Auditório Araújo Vianna                        |
| 2 de dezembro de 2017   | Salvador              | Bahia               | Brasil   | Estacionamento Wetn Wild Salvador              |
| 3 de dezembro de 2017   | São José dos Campos   | São Paulo           | Brasil   | Espaço Cassiano Ricardo                        |
| 8 de dezembro de 2017   | Juiz de Fora          | Minas Gerais        | Brasil   | Cine-Theatro Central                           |
| 9 de dezembro de 2017   | Rio de Janeiro        | Rio de Janeiro      | Brasil   | Vivo Rio                                       |
| 10 de dezembro de 2017  | Campo Grande          | Mato Grosso do Sul  | Brasil   | Palacio Popular Da Cultura (1ª sessão)         |
| 10 de dezembro de 2017  | Campo Grande          | Mato Grosso do Sul  | Brasil   | Palacio Popular Da Cultura (2ª sessão)         |
| 05 de janeiro de 2018   | Fortaleza             | Ceará               | Brasil   | Shopping Iguatemi Fortaleza                    |
| 27 de janeiro de 2018   | Belo Horizonte        | Minas Gerais        | Brasil   | Festival Planeta Brasil                        |
| 02 de fevereiro de 2018 | Xangri-lá             | Rio Grande do Sul   | Brasil   | Planeta Atlântida                              |
| 16 de fevereiro de 2018 | Rio de Janeiro        | Rio de Janeiro      | Brasil   | Audio                                          |
| 17 de fevereiro de 2018 | Rio de Janeiro        | Rio de Janeiro      | Brasil   | Circo Voador                                   |
| 25 de fevereiro de 2018 | São Bernardo do Campo | São Paulo           | Brasil   | Associação dos Funcionários Públicos           |
| 03 de março de 2018     | Bauru                 | São Paulo           | Brasil   | Salão de Festas Sagae                          |
| 04 de março de 2018     | Piracicaba            | São Paulo           | Brasil   | Centro Cultural E Recreativo Cristovao Colombo |
| 06 de maio de 2018      | Joinville             | Santa Catarina      | Brasil   | Teatro Da Liga                                 |
| 19 de maio de 2018      | João Pessoa           | Paraíba             | Brasil   | Espaço Cultural De João Pessoa - Funesc Pb     |
| 19 de maio de 2018      | João Pessoa           | Paraíba             | Brasil   | Campus Festival                                |
| 01 de junho de 2018     | Brasília              | Distrito Federal    | Brasil   | Parque da Cidade Sarah Kubitschek              |
| 25 de agosto de 2018    | Vitória da Conquista  | Bahia               | Brasil   | Parque de Exposições Teopompo de Almeida       |

### Turnê O Tempo É Agora
A Turnê O Tempo É Agora foi a segunda turnê do duo brasileiro Anavitória, que serviu de apoio ao segundo álbum de estúdio do duo, O Tempo É Agora (2018).
Após o fim da turnê em conjunto com Nando Reis, em junho de 2018, foi divulgado o lançamento de um filme protagonizado pelo duo, misturando ficção e realidade, intitulado Ana e Vitória, estreando em 2 de agosto. No mesmo dia, a dupla informou que o segundo álbum de estúdio seria lançado a meia noite junto com a divulgação das primeiras datas da nova turnê. Em 18 de dezembro de 2020, o duo lançou o show em formato de filme, intitulado O Tempo É Agora: Ao Vivo na Fundição.
A turnê começou no dia 1 de setembro de 2018 em Feira de Santana na Bahia e terminou em 5 de outubro de 2019 em Rio de Janeiro.
Repertório
1. "Canção de Hotel"
2. "Dói Sem Tanto"
3. "Porque Eu Te Amo"
4. "Fica"
5. "Preta"
6. "Singular"
7. "Se Tudo Acaba"
8. "Trevo (Tu)"
9. "Pra Me Refazer"
10. "A Gente Junto"
11. "Cor de Marte"
12. "Coração Carnaval"
13. "Agora Eu Quero Ir"
14. "Cecília"
15. "Calendário"
16. "Chamego Meu"
17. "Clareiamô"
18. "Ai, Amor"
19. "Outrória"

Encore:
1. "O Tempo É Agora"

- 29 de setembro de 2018 — O duo interpretou a canção "Pra Me Refazer" com Sandy.

Datas
| Datas                   | Datas                 | Datas               | Datas     | Datas                                               |
| Data                    | Cidade                | Estado              | País      | Local                                               |
| ----------------------- | --------------------- | ------------------- | --------- | --------------------------------------------------- |
| Fase 1                  |                       |                     |           |                                                     |
| 1 de setembro de 2018   | Feira de Santana      | Bahia               | Brasil    | Ária Hall Feira De Santana                          |
| 2 de setembro de 2018   | Salvador              | Bahia               | Brasil    | Concha Acústica                                     |
| 5 de setembro de 2018   | Aracaju               | Sergipe             | Brasil    | Emes                                                |
| 6 de setembro de 2018   | Maceió                | Alagoas             | Brasil    | Espaço Armazém                                      |
| 7 de setembro de 2018   | Recife                | Pernambuco          | Brasil    | Teatro Guararapes                                   |
| 8 de setembro de 2018   | João Pessoa           | Paraíba             | Brasil    | Teatro Pedra Do Reino                               |
| 9 de setembro de 2018   | Natal                 | Rio Grande do Norte | Brasil    | Teatro Riachuelo Natal                              |
| 14 de setembro de 2018  | Manaus                | Amazonas            | Brasil    | Studio 5                                            |
| 15 de setembro de 2018  | Fortaleza             | Ceará               | Brasil    | Espaço Jangada                                      |
| 16 de setembro de 2018  | Belém                 | Pará                | Brasil    | Assembleia Paraense                                 |
| 21 de setembro de 2018  | São Caetano           | São Paulo           | Brasil    | Teatro Municipal Paulo Machado de Carvalho          |
| 22 de setembro de 2018  | Rio de Janeiro        | Rio de Janeiro      | Brasil    | Vivo Rio                                            |
| 23 de setembro de 2018  | Juiz de Fora          | Minas Gerais        | Brasil    | Avalon Music                                        |
| 29 de setembro de 2018  | São Paulo             | São Paulo           | Brasil    | Grupo Tom Brasil                                    |
| 5 de outubro de 2018    | Goiânia               | Goiás               | Brasil    | Teatro PUC                                          |
| 6 de outubro de 2018    | Brasília              | Distrito Federal    | Brasil    | Centro De Convenções Ulysses Guimarães              |
| 19 de outubro de 2018   | Jundiaí               | São Paulo           | Brasil    | Teatro Polytheama                                   |
| 21 de outubro de 2018   | Santos                | São Paulo           | Brasil    | Mendes Convention Center                            |
| 28 de outubro de 2018   | São José do Rio Preto | São Paulo           | Brasil    | Teatro Municipal Paulo Moura                        |
| 11 de novembro de 2018  | Paulínia              | São Paulo           | Brasil    | Teatro Municipal de Paulínia                        |
| 23 de novembro de 2018  | Belo Horizonte        | Minas Gerais        | Brasil    | km de Vantagens Hall                                |
| 24 de novembro de 2018  | Nova Lima             | Minas Gerais        | Brasil    | Alphaville Lagoa dos Ingleses                       |
| 29 de novembro de 2018  | Lajeado               | Rio Grande do Sul   | Brasil    | Teatro Univates                                     |
| 30 de novembro de 2018  | Porto Alegre          | Rio Grande do Sul   | Brasil    | Auditório Araújo Vianna                             |
| 2 de dezembro de 2018   | Florianópolis         | Santa Catarina      | Brasil    | Centro de Eventos da UFSC                           |
| 8 de dezembro de 2018   | Cuiabá                | Mato Grosso         | Brasil    | Musiva                                              |
| 9 de dezembro de 2018   | Campo Grande          | Mato Grosso do Sul  | Brasil    | Poliesportivo Dom Bosco                             |
| 14 de dezembro de 2018  | Curitiba              | Paraná              | Brasil    | Teatro Positivo                                     |
| 22 de dezembro de 2018  | São Paulo             | São Paulo           | Brasil    | Espaço das Américas                                 |
| 23 de janeiro de 2019   | Lisboa                | Distrito de Lisboa  | Portugal  | Coliseu dos Recreios                                |
| 24 de janeiro de 2019   | Porto                 | Distrito do Porto   | Portugal  | Coliseu Porto                                       |
| 26 de janeiro de 2019   | Braga                 | Distrito de Braga   | Portugal  | Theatro Circo                                       |
| 8 de fevereiro de 2019  | Natal                 | Rio Grande do Norte | Brasil    | Beach Club Natal                                    |
| 9 de fevereiro de 2019  | Fortaleza             | Ceará               | Brasil    | Santa Praia                                         |
| 10 de fevereiro de 2019 | Ribeirão Preto        | São Paulo           | Brasil    | Theatro Pedro II                                    |
| 15 de fevereiro de 2019 | Jundiaí               | São Paulo           | Brasil    | Teatro Polytheama                                   |
| 16 de fevereiro de 2019 | Caruaru               | Pernambuco          | Brasil    | Rua Adjar da Silva Casé                             |
| 17 de fevereiro de 2019 | Itabaiana             | Sergipe             | Brasil    | Av. José Amâncio Bpo. Miguel Teles de Mendonça      |
| 15 de março de 2019     | Americana             | São Paulo           | Brasil    | Teatro Municipal de Americana Lulu Benencase        |
| 16 de março de 2019     | Caieiras              | São Paulo           | Brasil    | Teatro Municipal De Caieiras Maestro Sérgio Valbusa |
| 17 de março de 2019     | Jacareí               | São Paulo           | Brasil    | Sala Ariano Suassuna                                |
| 22 de março de 2019     | Volta Redonda         | Rio de Janeiro      | Brasil    | Cine 9 de Abril                                     |
| 23 de março de 2019     | Rio de Janeiro        | Rio de Janeiro      | Brasil    | Fundição Progresso                                  |
| 24 de março de 2019     | Petrópolis            | Rio de Janeiro      | Brasil    | Theatro D. Pedro                                    |
| 28 de março de 2019     | Indaiatuba            | São Paulo           | Brasil    | CIAEI                                               |
| 29 de março de 2019     | Campinas              | São Paulo           | Brasil    | Teatro Iguatemi Campinas                            |
| 30 de março de 2019     | Limeira               | São Paulo           | Brasil    | Teatro Vitória Limeira                              |
| 31 de março de 2019     | São Paulo             | São Paulo           | Brasil    | Espaço das Américas                                 |
| 2 de abril de 2019      | Gravataí              | Rio Grande do Sul   | Brasil    | Sesc Gravataí                                       |
| 3 de abril de 2019      | Pelotas               | Rio Grande do Sul   | Brasil    | Theatro Guarany Pelotas                             |
| 4 de abril de 2019      | Bagé                  | Rio Grande do Sul   | Brasil    | Centro Cultural Auxiliadora                         |
| 5 de abril de 2019      | Santa Maria           | Rio Grande do Sul   | Brasil    | UFSM Santa Maria                                    |
| 6 de abril de 2019      | Caxias do Sul         | Rio Grande do Sul   | Brasil    | UCS Teatro                                          |
| 7 de abril de 2019      | Novo Hamburgo         | Rio Grande do Sul   | Brasil    | Teatro Feevale                                      |
| 11 de abril de 2019     | Criciúma              | Santa Catarina      | Brasil    | Teatro Municipal Elias Angeloni                     |
| 12 de abril de 2019     | Blumenau              | Santa Catarina      | Brasil    | Teatro Carlos Gomes                                 |
| 13 de abril de 2019     | Joinville             | Santa Catarina      | Brasil    | Teatro Da Liga                                      |
| 14 de abril de 2019     | Jaraguá do Sul        | Santa Catarina      | Brasil    | Scar Jaraguá                                        |
| 18 de abril de 2019     | São Bernardo do Campo | São Paulo           | Brasil    | Teatro Lauro Gomes                                  |
| 26 de abril de 2019     | Maringá               | Paraná              | Brasil    | Teatro Marista Maringa                              |
| 27 de abril de 2019     | Londrina              | Paraná              | Brasil    | Teatro Marista Londrina                             |
| 28 de abril de 2019     | Ponta Grossa          | Paraná              | Brasil    | Teatro Marista Em Ponta Grossa                      |
| 3 de maio de 2019       | São Luís              | Maranhão            | Brasil    | SEBRAE Multicenter                                  |
| 4 de maio de 2019       | Teresina              | Piauí               | Brasil    | Theresina Hall                                      |
| 5 de maio de 2019       | Mossoró               | Rio Grande do Norte | Brasil    | Thermas Hotel                                       |
| 17 de maio de 2019      | Aracaju               | Sergipe             | Brasil    | Avenida Beira Mar Iate Clube                        |
| 18 de maio de 2019      | Maceió                | Alagoas             | Brasil    | Teatro Gustavo Leite                                |
| 23 de maio de 2019      | Juiz de Fora          | Minas Gerais        | Brasil    | Cine-Theatro Central                                |
| 25 de maio de 2019      | Jaguariúna            | São Paulo           | Brasil    | Red Eventos Jaguariuna                              |
| 26 de maio de 2019      | São José do Rio Preto | São Paulo           | Brasil    | Teatro Paulo Moura                                  |
| Fase 2                  |                       |                     |           |                                                     |
| 21 de julho de 2019     | Campos dos Goytacazes | Rio de Janeiro      | Brasil    | Teatro Trianon                                      |
| 2 de agosto de 2019     | Santo André           | São Paulo           | Brasil    | Clube Atlético Aramaçan                             |
| 3 de agosto de 2019     | Santos                | São Paulo           | Brasil    | Mendes Convention Center                            |
| 4 de agosto de 2019     | Piracicaba            | São Paulo           | Brasil    | Teatro Municipal Dr. Losso Netto                    |
| 24 de setembro de 2019  | Santiago              | Santiago            | Chile     | Sala Metrónomo                                      |
| 25 de setembro de 2019  | Buenos Aires          | Buenos Aires        | Argentina | La Trastienda                                       |
| 26 de setembro de 2019  | Montevidéu            | Montevidéu          | Uruguai   | Sala del Museo                                      |
| 5 de outubro de 2019    | Rio de Janeiro        | Rio de Janeiro      | Brasil    | Parque Olímpico                                     |

### Turnê Cor
A Turnê Cor foi a terceira turnê do duo brasileiro Anavitória, que serviu de apoio ao terceiro álbum de estúdio do duo, Cor (2021). A turnê começou em 10 de setembro de 2022 em Palmas, e terminou em 24 de março de 2023 em São Paulo. As datas foram anunciadas no dia 2 de dezembro de 2021 nas redes sociais do duo, juntamente com a Turnê dos Namorados, shows híbridos no Brasil, turnê nos Estados Unidos e na Europa.
Repertório
1. "Amarelo, Azul e Branco"
2. "Tenta Acreditar"
3. "Porque Eu Te Amo"
4. "Lisboa"
5. "Selva"
6. "Te Procuro"
7. "Dói Sem Tanto"
8. "Cigarra"
9. "Terra"
10. "Explodir"
11. "Trevo (Tu)"
12. "Cecília"
13. "Abril"
14. "Dia 34" / "Ainda É Tempo"
15. "Eu Sei Quem É Você"
16. "Partilhar"
17. "Agora Eu Quero Ir"
18. "Fica"
19. "Pupila"
20. "Te Amar É Massa Demais"
21. "Ai, Amor"
22. "Carvoeiro"

| Data                      | Cidade            | Estado              | País   | Local                                |
| ------------------------- | ----------------- | ------------------- | ------ | ------------------------------------ |
| 10 de setembro de 2022    | Palmas            | Tocantins           | Brasil | Centro de Convenções                 |
| 11 de setembro de 2022    | São Paulo         | São Paulo           | Brasil | Tom Brasil                           |
| 15 de setembro de 2022    | Maceió            | Alagoas             | Brasil | Teatro Gustavo Leite                 |
| 16 de setembro de 2022    | Aracaju           | Sergipe             | Brasil | Iate Clube de Aracaju                |
| 17 de setembro de 2022    | Feira de Santana  | Bahia               | Brasil | Ária Hall                            |
| 18 de setembro de 2022    | Salvador          | Bahia               | Brasil | Concha Acústica                      |
| 30 de de setembro de 2022 | Rio de Janeiro    | Rio de Janeiro      | Brasil | Circo Voador                         |
| 7 de outubro de 2022      | Natal             | Rio Grande do Norte | Brasil | Teatro Riachuelo                     |
| 8 de outubro de 2022      | Fortaleza         | Ceará               | Brasil | Área Verde - Dragão do Mar           |
| 9 de outubro de 2022      | Mossoró           | Rio Grande do Norte | Brasil | Garbos Recepções                     |
| 11 de outubro de 2022     | João Pessoa       | Paraíba             | Brasil | Teatro Pedra do Reino                |
| 12 de outubro de 2022     | Recife            | Pernambuco          | Brasil | Teatro Guararapes                    |
| 13 de outubro de 2022     | Caruaru           | Pernambuco          | Brasil | Espaço Difusora                      |
| 22 de outubro de 2022     | Manaus            | Amazonas            | Brasil | Studio 05                            |
| 23 de outubro de 2022     | Belém             | Pará                | Brasil | Assembléia Paraense                  |
| 28 de outubro de 2022     | Vitória           | Espírito Santo      | Brasil | Centro de Convenções Vitória         |
| 3 de novembro de 2022     | Jundiaí           | São Paulo           | Brasil | Teatro Polytheama                    |
| 4 de novembro de 2022     | Santos            | São Paulo           | Brasil | Santos Convention Center             |
| 5 de novembro de 2022     | Campinas          | São Paulo           | Brasil | Expo Dom Pedro                       |
| 6 de novembro de 2022     | Ribeirão Preto    | São Paulo           | Brasil | Arena Eurobike                       |
| 11 de novembro de 2022    | Goiânia           | Goiás               | Brasil | Teatro da PUC                        |
| 12 de novembro de 2022    | Brasília          | Distrito Federal    | Brasil | C. C. Ulysses Guimarães              |
| 18 de novembro de 2022    | Curitiba          | Paraná              | Brasil | Teatro Positivo                      |
| 19 de novembro de 2022    | Porto Alegre      | Rio Grande do Sul   | Brasil | Auditório Araújo Vianna              |
| 25 de novembro de 2022    | Petrolina         | Pernambuco          | Brasil | Arena Iate Clube                     |
| 26 de novembro de 2022    | Juazeiro do Norte | Ceará               | Brasil | Verdes Vales Lazer Hotel             |
| 2 de dezembro de 2022     | Cuiabá            | Mato Grosso         | Brasil | Teatro do Cerrado Zulmira Canavarros |
| 3 de dezembro de 2022     | Campo Grande      | Mato Grosso do Sul  | Brasil | Ginásio Dom Bosco                    |
| 8 de dezembro de 2022     | Pelotas           | Rio Grande do Sul   | Brasil | Teatro Guarany                       |
| 10 de dezembro de 2022    | Lajeado           | Rio Grande do Sul   | Brasil | Teatro Univates                      |
| 16 de dezembro de 2022    | Rio de Janeiro    | Rio de Janeiro      | Brasil | Fundição Progresso                   |
| 24 de março de 2023       | São Paulo         | São Paulo           | Brasil | Autódromo de Interlagos              |

## Promocionais

### Turnê Juntos
A Turnê Juntos é uma turnê promocional do duo Anavitória e do cantor Nando Reis. Começou em Recife e foi finalizada no Rio de Janeiro. A turnê é em comemoração aos dia dos namorados.
Repertório
1. "Coração Carnaval"
2. "Dengo"
3. "Tua"
4. "Fica"
5. "Sei"
6. "Só Posso Dizer"
7. "Espatódea"
8. "All Star"
9. "Segundo Sol"
10. "Pra Você Guardei O Amor"
11. "Singular"
12. "N"
13. "Agora Eu Quero Ir"
14. "Luz dos Olhos"
15. "Cor de Marte"
16. "As Coisas Tão Mais Lindas"
17. "Nós"
18. "Relicário"
19. "Trevo (Tu)"
20. "Por Onde Andei"
21. "De Janeiro a Janeiro"

Datas
| Data                | Cidade         | Estado         | País   | Local                              |
| ------------------- | -------------- | -------------- | ------ | ---------------------------------- |
| 8 de junho de 2018  | Recife         | Pernambuco     | Brasil | Teatro Guararapes                  |
| 9 de junho de 2018  | Belo Horizonte | Minas Gerais   | Brasil | Grande Teatro do Palácio das Artes |
| 9 de junho de 2018  | Belo Horizonte | Minas Gerais   | Brasil | Fundação Clóvis Salgado            |
| 10 de junho de 2018 | Curitiba       | Paraná         | Brasil | Teatro Positivo                    |
| 11 de junho de 2018 | São Paulo      | São Paulo      | Brasil | Espaço das Américas                |
| 12 de junho de 2018 | Rio de Janeiro | Rio de Janeiro | Brasil | Km de Vantagens Hall               |

### Turnê dos Namorados
A Turnê dos Namorados é a segunda turnê promocional do duo brasileiro Anavitória. Em paralelo a turnê oficial, o duo deu início a primeira parte no mês de junho de 2019 a Turnê dos Namorados, que teve início em Belém e foi finalizada no mês do mesmo ano em Campos do Jordão. A terceira fase estreou em 6 de junho de 2023 em São Paulo e foi finalizada em 18 de junho do mesmo ano em Recife. A quarta fase da turnê iniciou em 2 de junho de 2024, na cidade de Campinas, desta vez, em parceria com o cantor Nando Reis.
Repertório
1. "Porque Eu Te Amo"
2. "Dói Sem Tanto"
3. "Tua"
4. "Fica"
5. "Cor de Marte"
6. "A Gente Junto"
7. "Calendário"
8. "Coração Carnaval"
9. "Cecília"
10. "Singular"
11. "Dengo"
12. "Trevo (Tu)"
13. "Pra Você Dar o Nome"
14. "Pensando Bem"
15. "Amores Imperfeitos"
16. "Resposta"
17. "Dois Rios"
18. "Preta"
19. "Canção de Hotel"
20. "Encontro"
21. "Shimbalaiê"
22. "Agora Eu Quero Ir"
23. "Chamego Meu"
24. "Ai, Amor"
25. "Outrória"
26. "Ai de Mim"
27. "Partilhar"

Notas
- As canções "Pra Você Dar o Nome" e "Pensando Bem" o duo interpretou com Tó Brandileone.
- No show do Rio de Janeiro, interpretou as canções "Agora Eu Quero Ir" e "Encontro" com Maria Gadú.
- Em Curitiba, a o duo interpretou as canções "Outrória" e "Ai de Mim" com o duo OutroEu.
- Em Belo Horizonte, o cantor Samuel Rosa interpretou as canções "Amores Imperfeitos", "Resposta", "Porque Eu Te Amo" e "Dois Rios" com o duo.
- Interpretou "Partilhar" com Rubel no Recife.

1. "Relicário"
2. "Canção de Hotel"
3. "Dói Sem Tanto"
4. "Fica"
5. "Singular"
6. "Lisboa"
7. "Perdoa"
8. "Cecília"
9. "Calendário"
10. "Ainda É Tempo"
11. "Ela E Eu" / "Depois de Ter Você"
12. "Porque Eu Te Amo"
13. "Pra Me Refazer"
14. "Areia"
15. "Tenta Acreditar"
16. "Explodir"
17. "Terra"
18. "Tua" / "Dengo" / "Nós"
19. "Trevo (Tu)"
20. "Cigarra"
21. "Pupila"
22. "Agora Eu Quero Ir"
23. "Partilhar"
24. "Ai, Amor"

Notas
- Em Campinas, a o duo interpretou as canções "Pra Me Refazer" e "Areia" com os cantores Sandy e Lucas Lima.

1. "Porque Eu Te Amo"
2. "Ai, Amor"
3. "Lisboa"
4. "Cigarra"
5. "Dói Sem Tanto"
6. "Terra"
7. "Agora Eu Quero Ir"
8. "Tenta Acreditar"
9. "Relicário"
10. "Trevo (Tu)"
11. "Preta"
12. "Perdoa"
13. "Caixa Postal"
14. "Universo de Coisas Que Eu Desconheço"
15. "Explodir"
16. "Coração Carnaval"
17. "Calendário"
18. "Cecília"
19. "Singular"
20. "Cor de Marte"
21. "Fica"
22. "Pupila"
23. "Partilhar"
24. "Barquinho de Papel"

Bis
1. "Porque Eu Te Amo"

1. "Luz dos Olhos"
2. "Tenta Acreditar"
3. "O Segundo Sol"
4. "Trevo (Tu)"
5. "O Meu Mundo Ficaria Completo"
6. "Singular"
7. "Resposta"
8. "Lisboa"
9. "N"
10. "Fica"
11. "Dois Rios"
12. "Explodir"
13. "Pra Você Guardei o Amor"
14. "Perdoa"
15. "Diariamente"
16. "Porque Eu Te Amo"
17. "All Star"
18. "Espatódea"
19. "Agora Eu Quero Ir"
20. "Partilhar"
21. "Do Seu Lado"
22. "Por Onde Andei"
23. "Ai, Amor"
24. "Porque Eu Te Amo"

Datas
| Datas                | Datas                | Datas               | Datas         | Datas                                  |
| Data                 | Cidade               | Estado              | País          | Local                                  |
| Fase 1 (2019)        | Fase 1 (2019)        | Fase 1 (2019)       | Fase 1 (2019) | Fase 1 (2019)                          |
| -------------------- | -------------------- | ------------------- | ------------- | -------------------------------------- |
| 1 de junho de 2019   | Belém                | Pará                | Brasil        | Theatro da Paz                         |
| 2 de junho de 2019   | Manaus               | Amazonas            | Brasil        | Teatro Amazonas                        |
| 7 de junho de 2019   | Natal                | Rio Grande do Norte | Brasil        | Teatro Riachuelo Natal                 |
| 8 de junho de 2019   | Fortaleza            | Ceará               | Brasil        | Teatro RioMar Fortaleza                |
| 9 de junho de 2019   | Salvador             | Bahia               | Brasil        | Concha Acústica do TCA                 |
| 10 de junho de 2019  | Belo Horizonte       | Minas Gerais        | Brasil        | Palácio das Artes                      |
| 11 de junho de 2019  | Rio de Janeiro       | Rio de Janeiro      | Brasil        | Vivo Rio                               |
| 12 de junho de 2019  | Curitiba             | Paraná              | Brasil        | Teatro Positivo                        |
| 13 de junho de 2019  | Porto Alegre         | Rio Grande do Sul   | Brasil        | Auditório Araújo Vianna                |
| 14 de junho de 2019  | São Paulo            | São Paulo           | Brasil        | Espaço das Américas                    |
| 15 de junho de 2019  | Recife               | Pernambuco          | Brasil        | Teatro Guararapes                      |
| 16 de junho de 2019  | Florianópolis        | Santa Catarina      | Brasil        | Centro de Eventos da UFSC              |
| 22 de junho de 2019  | Campos do Jordão     | São Paulo           | Brasil        | Auditório Claudio Santoro              |
| Fase 2 (2022)        |                      |                     |               |                                        |
| 8 de junho de 2022   | Campinas             | São Paulo           | Brasil        | Teatro Iguatemi Campinas               |
| 9 de junho de 2022   | São Paulo            | São Paulo           | Brasil        | Espaço Unimed                          |
| 10 de junho de 2022  | Belo Horizonte       | Minas Gerais        | Brasil        | Cine Theatro Brasil Vallorec           |
| 11 de junho de 2022  | Belo Horizonte       | Minas Gerais        | Brasil        | Cine Theatro Brasil Vallorec           |
| 12 de junho de 2022  | Rio de Janeiro       | Rio de Janeiro      | Brasil        | Vivo Rio                               |
| 17 de junho de 2022  | Curitiba             | Paraná              | Brasil        | Teatro Positivo                        |
| 18 de junho de 2022  | Porto Alegre         | Rio Grande do Sul   | Brasil        | Auditório Araújo Vianna                |
| Fase 3 (2023)        |                      |                     |               |                                        |
| 7 de junho de 2023   | São Paulo            | São Paulo           | Brasil        | Espaço Unimed                          |
| 10 de junho de 2023  | Belo Horizonte       | Minas Gerais        | Brasil        | Palácio das Artes                      |
| 12 de junho de 2023  | Curitiba             | Paraná              | Brasil        | Teatro Positivo                        |
| 13 de junho de 2023  | Porto Alegre         | Rio Grande do Sul   | Brasil        | Auditório Araújo Vianna                |
| 15 de junho de 2023  | Brasília             | Rio de Janeiro      | Brasil        | C. C. Ulysses Guimarães                |
| 16 de junho de 2023  | Fortaleza            | Ceará               | Brasil        | Estacionamento do Shopping Iguatemi    |
| 17 de junho de 2023  | Salvador             | Bahia               | Brasil        | Concha Acústica do TCA                 |
| 18 de junho de 2023  | Recife               | Pernambuco          | Brasil        | Teatro Guararapes                      |
| Fase 4 (2024)        |                      |                     |               |                                        |
| 2 de junho de 2024   | Campinas             | São Paulo           | Brasil        | Royal Palm Hall                        |
| 5 de junho de 2024   | Recife               | Pernambuco          | Brasil        | Teatro Guararapes                      |
| 6 de junho de 2024   | Recife               | Pernambuco          | Brasil        | Teatro Guararapes                      |
| 8 de junho de 2024   | Fortaleza            | Ceará               | Brasil        | Iguatemi Hall                          |
| 9 de junho de 2024   | Fortaleza            | Ceará               | Brasil        | Iguatemi Hall                          |
| 11 de junho de 2024  | Curitiba             | Paraná              | Brasil        | Teatro Positivo                        |
| 12 de junho de 2024  | Florianópolis        | Santa Catarina      | Brasil        | Stage Music Park                       |
| 14 de junho de 2024  | São Paulo            | São Paulo           | Brasil        | Espaço Unimed                          |
| 15 de junho de 2024  | Rio de Janeiro       | Rio de Janeiro      | Brasil        | Vivo Rio                               |
| 16 de junho de 2024  | Rio de Janeiro       | Rio de Janeiro      | Brasil        | Vivo Rio                               |
| 19 de junho de 2024  | São Paulo            | São Paulo           | Brasil        | Espaço Unimed                          |
| 20 de junho de 2024  | Belo Horizonte       | Minas Gerais        | Brasil        | Arena Hall                             |
| 22 de junho de 2024  | Goiânia              | Goiás               | Brasil        | Teatro PUC                             |
| 23 de junho de 2024  | Brasília             | Distrito Federal    | Brasil        | Centro de Convenções Ulysses Guimarães |
| 30 de junho de 2024  | Salvador             | Bahia               | Brasil        | Concha Acústica do Teatro Castro Alves |
| 17 de agosto de 2024 | Ouro Preto           | Minas Gerais        | Brasil        | Planeta Ouro Preto                     |
| 21 de agosto de 2024 | Porto Alegre         | Rio Grande do Sul   | Brasil        | Auditório Araújo Vianna                |
| 23 de agosto de 2024 | Vitória da Conquista | Bahia               | Brasil        | Festival de Inverno Bahia              |

### Turnê Voz, Violão e o Que Der na Telha
A Voz, Violão e o Que Der na Telha é a terceira turnê promocional do duo brasileiro Anavitória. A turnê iniciou em 1 de março de 2023 em Jaraguá do Sul e foi finalizada em 28 de maio do mesmo ano em Serra Negra.
Repertório
1. "Trevo (Tu)"
2. "Lisboa"
3. "Ai, Amor"
4. "Terra"
5. "Porque Eu Te Amo"
6. "Relicário"
7. "Singular"
8. "Tenta Acreditar"
9. "Te Procuro"
10. "Me Conta da Tua Janela"
11. "Perdoa"
12. "Caixa Postal"
13. "Explodir"
14. "Cecília"
15. "Calendário"
16. "Abril"
17. "Ainda É Tempo"
18. "Dói Sem Tanto"
19. "Fica"
20. "Pupila"
21. "Partilhar"
22. "Agora Eu Quero Ir"

Datas
| Datas               | Datas                 | Datas             | Datas  | Datas                                     |
| Data                | Cidade                | Estado            | País   | Local                                     |
| ------------------- | --------------------- | ----------------- | ------ | ----------------------------------------- |
| 1 de março de 2023  | Jaraguá do Sul        | Santa Catarina    | Brasil | Grande Teatro da Scar                     |
| 2 de março de 2023  | Blumenau              | Santa Catarina    | Brasil | Teatro Carlos Gomes                       |
| 3 de março de 2023  | Florianópolis         | Santa Catarina    | Brasil | Teatro Ademir Rosa                        |
| 4 de março de 2023  | Joinville             | Santa Catarina    | Brasil | Teatro da Liga                            |
| 9 de março de 2023  | Cascavel              | Paraná            | Brasil | Teatro Municipal Sefrin Filho             |
| 10 de março de 2023 | Londrina              | Paraná            | Brasil | Teatro Marista                            |
| 11 de março de 2023 | Maringá               | Paraná            | Brasil | Teatro Marista                            |
| 12 de março de 2023 | Ponta Grossa          | Rio Grande do Sul | Brasil | Teatro Marista                            |
| 30 de março de 2023 | São José do Rio Preto | São Paulo         | Brasil | Teatro Municipal Paulo Moura              |
| 31 de março de 2023 | Ribeirão Preto        | São Paulo         | Brasil | Theatro Pedro II                          |
| 1 de abril de 2023  | Americana             | São Paulo         | Brasil | Teatro Municipal Lulu Benencase           |
| 2 de abril de 2023  | Indaiatuba            | São Paulo         | Brasil | Teatro CIAEI                              |
| 28 de abril de 2023 | Rio de Janeiro        | Rio de Janeiro    | Brasil | Qualistage                                |
| 29 de abril de 2023 | Nova Iguaçu           | Rio de Janeiro    | Brasil | Teatro Nova Iguaçu                        |
| 30 de abril de 2023 | Volta Redonda         | Rio de Janeiro    | Brasil | Cine Teatro 9 de Abril                    |
| 5 de maio de 2023   | Limeira               | São Paulo         | Brasil | Teatro Vitória Emiliano Bernardo da Silva |
| 6 de maio de 2023   | São Carlos            | São Paulo         | Brasil | Auditório Cenacon                         |
| 7 de maio de 2023   | Araraquara            | São Paulo         | Brasil | Centro de Convenções Nelson Barbieri      |
| 11 de maio de 2023  | São Luís              | Maranhão          | Brasil | Teatro Arthur de Azevedo                  |
| 12 de maio de 2023  | São Luís              | Maranhão          | Brasil | Teatro Arthur de Azevedo                  |
| 13 de maio de 2023  | Teresina              | Piauí             | Brasil | Teatro G3 Telecom                         |
| 19 de maio de 2023  | Santa Maria           | Rio Grande do Sul | Brasil | C. C. da UFSM                             |
| 20 de maio de 2023  | Santa Cruz do Sul     | Rio Grande do Sul | Brasil | Teatro Mauá                               |
| 21 de maio de 2023  | Caxias do Sul         | Rio Grande do Sul | Brasil | Teatro da UCS                             |
| 26 de maio de 2023  | Poços de Caldas       | Minas Gerais      | Brasil | Cenacon                                   |
| 27 de maio de 2023  | Santa Rita do Sapucaí | Minas Gerais      | Brasil | Teatro do Inatel                          |
| 28 de maio de 2023  | Serra Negra           | São Paulo         | Brasil | C. C. Circuito das Águas                  |

### EuroTour e US Tour
A EuroTour e US Tour é a quarta turnê promocional do duo brasileiro Anavitória. A turnê iniciou em 1º de setembro de 2023 em Porto, Portugal e foi finalizada em 30 de setembro em Fort Lauderdale, Estados Unidos.
Repertório
1. "Trevo (Tu)"
2. "Lisboa"
3. "Ai, Amor"
4. "Terra"
5. "Porque Eu Te Amo"
6. "Singular"
7. "Tenta Acreditar"
8. "Cigarra"
9. "Perdoa"
10. "Preta"
11. "Explodir"
12. "Coração Carnaval"
13. "Calendário"
14. "Cecília"
15. "Relicário"
16. "Dói Sem Tanto"
17. "Fica"
18. "Pupila"
19. "Partilhar"
20. "Dengo"
21. "Agora Eu Quero Ir"

Datas
| Datas                  | Datas            | Datas          | Datas                            | Datas |
| Data                   | Cidade           | País           | Local                            |       |
| Europa                 | Europa           | Europa         | Europa                           |       |
| ---------------------- | ---------------- | -------------- | -------------------------------- | ----- |
| 1 de setembro de 2023  | Porto            | Portugal       | Casa da Música                   |       |
| 3 de setembro de 2023  | Lisboa           | Portugal       | Teatro Tivoli BBVA               |       |
| 5 de setembro de 2023  | Milão            | Itália         | Blue Note                        |       |
| 9 de setembro de 2023  | Genebra          | Suíça          | BFM - Salle Théodore Turrettini  |       |
| 10 de setembro de 2023 | Paris            | França         | Théatre Déjazet                  |       |
| 12 de setembro de 2023 | Bruxelas         | Bélgica        | Espace Lumen                     |       |
| 14 de setembro de 2023 | Londres          | Reino Unido    | Jazz Cafe                        |       |
| 15 de setembro de 2023 | Londres          | Reino Unido    | Jazz Cafe                        |       |
| 16 de setembro de 2023 | Londres          | Reino Unido    | Jazz Cafe                        |       |
| América do Norte       |                  |                |                                  |       |
| 19 de setembro de 2023 | Nova Iorque      | Estados Unidos | Music Hall of Williamsburg       |       |
| 20 de setembro de 2023 | Boston           | Estados Unidos | The Sinclair                     |       |
| 23 de setembro de 2023 | Washington, D.C. | Estados Unidos | The Kennedy Center               |       |
| 24 de setembro de 2023 | Chicago          | Estados Unidos | Space                            |       |
| 26 de setembro de 2023 | Los Angeles      | Estados Unidos | Troubadour                       |       |
| 29 de setembro de 2023 | Orlando          | Estados Unidos | House of Blues                   |       |
| 30 de setembro de 2023 | Fort Lauderdale  | Estados Unidos | Amaturo Theater - Broward Center |       |